# 馬法五
马法五（1894年10月23日—1992年1月24日），字赓虞，直隶省保定府高阳县人。中华民国军事人物。

## 生平

### 早年求學
马法五早年先后入高陽县立高等小学堂、保定育德中学、北京协和医学堂预科等學校就讀。

### 投筆從戎
1915年（民国4年），他加入陸軍第6師，进入随营学校接受訓練。1918年（民国7年），他入保定陸軍軍官学校第8期砲兵科。1922年（民国11年）毕业。此後，馬法五成为第3混成旅旅長孫岳（属于直系，後来成为国民軍第3軍軍長）的下属。国民軍成立後的1925年（民国14年），他升任砲兵团团長。五原誓師後的1927年（民国16年）夏，他升任第5軍特種兵旅旅長，同年秋任国民革命軍第二集团軍第20軍第59師師長。
北伐结束後，馬法五作为馮玉祥的手下参加了反蒋介石战争。1929年（民国18年）秋，他任第6軍第12師師長，中原大战时任第5師副師長兼第13旅旅長。馮敗北後，他接受南京国民政府中央的改編，1931年（民国20年）1月任陸軍步兵第1師副師長，同年夏任第40军第39師副師長。1935年（民国24年）4月，他被授予陸軍中将銜。
抗日战争爆发後，馬法五任第39師師長，参加徐州会战。1938年（民国27年）8月，他兼任第40軍副軍長。1939年（民国28年）11月，他转任第106師師長。1942年（民国31年）5月，他升任第40軍軍長。1943年（民国32年）6月，他代理河北省政府主席，12月任冀察战区副总司令兼河北省保安司令。1945年（民国34年）5月，他当选中国国民党第6届中央監察委員，6月任第十一战区副司令長官兼第40軍軍長。
抗日战争结束後的1945年11月1日，馬法五率部参加邯鄲战役，同八路軍交战遭到惨敗，自己被俘虏。1946年（民国35年）1月，政治協商会議（旧政協）在重慶召开，中国国民党同中国共产党商妥以新四軍軍長葉挺交换馬法五，两人均获得释放。获得释放後的同年3月，馬法五任北平行轅保定綏靖公署副主任，同年末任天津警備司令。1948年（民国37年）6月，他任河北省政府委員。1949年（民国38年）4月，他任总統府参軍。

### 臺灣時期
第二次国共内战後，中國國民黨執政的國民政府遭遇失败後，他隨政府轉往台灣。後任行政院顧問。
1992年（民国81年）1月24日，他在台北市病逝。享耆壽99岁。

### 引用
1. ↑  <河北平津文献>第19期，1993年1月
2. 1 2 3 4 5 6  徐主編（2007）、1164頁。
3. 1 2 3 4 5  劉主編（2005）、60頁。